# Římskokatolická farnost Horní Libchava
Římskokatolická farnost Horní Libchava je církevní správní jednotka sdružující římské katolíky na území obce Horní Libchava a v jejím okolí. Organizačně spadá do českolipského vikariátu, který je jedním z 10 vikariátů litoměřické diecéze. Centrem farnosti je kostel svatého Jakuba Staršího v Horní Libchavě.

## Historie farnosti
Farnost je poprvé zmiňována v Registra decimarum papalinum v roce 1352, kdy místní kněz odváděl ročně 12 grošů desátku. Z původního farního kostela johanitské komendy se zachovala pouze věž na východní straně. Řád maltézských rytířů nechal kostel v roce 1736 nově barokně přestavět. Patronátní právo nad kostelem drželi Maltézští rytíři až do roku 1926. Do této doby zde řádoví kněží vykonávali i duchovní správu. Farnost Horní Libchava sestávala po roce 1927 ze vsi Horní Libchava (Oberliebich), farního kostela sv. Jakuba Staršího a trojtřídní obecné školy v Horní Libchavě s 1020 katolíky a 20 nekatolíky, vsi Manušice (Manisch) se 190 katolíky a 10 nekatolíky, kde byla roku 1910 postavena kaple Nanebevstoupení Páně (Kapelle zu Ehren der Himmelfahrt Christi).
K farnosti původně patřila též obec Dolní Libchava (Niederliebich), Slunečná a osada Jägersdorf (po roce 1948 Lada). Jako první byl odfařen v roce 1819 Jägersdorf k farnosti Česká Lípa-klášter. V roce 1880 následovala Slunečná. Po výstavbě kostelíka Nanebevzetí Panny Marie (1846-1850) byla ves povýšena na samostatnou farnost. V roce 1927 si ves Dolní Libchava podala žádost k odfaření a po vyhovění připadla k farnosti Česká Lípa-klášter (Pfarrei Böhmisch Leipa-Kloster). Poslední doložený hornolibchavský farář z řad členů Maltézského řádu byl fra Franz Polak, jehož podpis je zachován na listině z roku 1931, nalezené v roce 2001 v báni kostelní věže. V roce 1930, kdy se stal novým majitelem velkostatku Horní Libchava senátor Josef Vraný, převzala farnost litoměřická diecéze.
Vysídlení původního německojazyčného obyvatelstva v červnu 1945, jemuž zůstal německý farář Franz Graf (František Gráf) ušetřen, znamenalo pro farnost velkou změnu. Další následovala po komunistickém puči v únoru 1948. I přes nepřízeň komunistické ideologie (a potažmo socialistických úřadů) se německému faráři F. Gráfovi dařilo farní nemovitosti udržovat. Po jeho smrti v prosinci roku 1970 převzal duchovní správu administrátor ex currendo kněz z Volfartic. Bohoslužby postupně ustaly, kostel zchátral a koncem 20. století již byl téměř zříceninou.
Kostela se počátkem 21. století ujalo Občanské sdružení Jakub, které iniciovalo jeho rekonstrukci. Dne 5. září roku 2010 byl rekonstruovaný libchavský kostel požehnán po opravě kanovníkem litoměřické katedrální kapituly Jiřím Hladíkem, a od té doby opět slouží bohoslužbám. V roce 2012 byla opravena kaple Nanebevstoupení Páně v přifařené obci Manušice. Farní matriky, vedené od roku 1691 (farář Elias Gabriel Opitz) pro obce Horní Libchava, Manušice, Jägersdorf, Dolní Libchava a Slunečná, postoupil okresní matriční úřad v České Lípě v roce 2002 Státnímu oblastnímu archivu v Litoměřicích.

### Duchovní správcové vedoucí farnost
Začátek působnosti jmenovaného v duchovní správě farnosti od:
- 1632 Andreas Hesse
- 1672 Elias Gabriel Opitz
- 1705 Sebast. Jos. Seldner
- 1773 Thad. Erb O. Melit.
- 1798 Georg. Teubner O. Melit., † 11. 5. 1817
- 1817 Jos. Zrubek O. Melit.
- 1818 Anton. Deutscher O. Melit., n. 6. 1. 1786 Oberliebich, o. 12. 8. 1810
- 1842 Georg. Hlawaty O. Melit., n. 8. 2. 1798 Maslovid. o. 13. 1. 1825
- 1857 Eduard. Kolenaty O. Melit., n. 16. 2. 1815 Prag, o. 29. 7. 1838
- 1861 Joann. Ibehey O. Melit., n. 19. 4. 1811 Tilmitschav. o. 4. 8. 1839
- 1862 Anton. Weinert O. Melit., n. 5. 4. 1824 Prag, o. 6. 8. 1850
- 1867 Petr. Čížek O. Melit., n. 13. 10. 1825 Dechtin. o. 26. 1. 1851
- 1876 Henric. Beránek O. Melit., n. 9. 9. 1838 Stračov, o. 30. 7. 1865
- 1882 Wenc. Charvát O. Melit., n. 21. 1. 1846 Turna, o. 14. 7. 1872, † 17. 10. 1887
- 1888 Theophil. Wackershauser O. Melit., n. 3. 8. 1861 Pilgram., o. 19. 12. 1885
- 1889 Jos. Šebor O. Melit., n. 13. 7. 1847 Horažďovic, o. 13. 7. 1873
- 1896 Adalb. Králíček O. Melit., n. 9. 4. 1855 Strakonic., o. 11. 7. 1880
- 1899 Jos. Hammerschmied O. Melit., n. 8. 9. 1859 Dětenice, o. 8. 7. 1883
- 1903 Joann. Vítek O. Melit., n. 3. 8. 1862 Prag, o. 29. 6. 1886
- 1925 Car. Lucek O. Melit., n. 23. 5. 1858 Horaždovice, o. 15. 7. 1884 , † 4. 1. 1930
- 1931 Franc. Polák O. Melit., n. 25. 11. 1878 Březhrad, o. 28. 6. 1903
- 1932 par. vacat, admin. exc. Anton. Straka
- 1933 František Graf, n. 27. 6. 1885 Aachen (D), o. 25. 7. 1913, † 28. 12. 1970
- 15. 12. 1951 František Malý
- 19. 8. 1953 Josef Slavík, admin. exc. z Volfartic
- 1. 11. 1991 Ivan Josef Peša OSA, admin. exc. z České Lípy
- 1. 1. 1993 Viliam Matějka, admin. exc. z České Lípy[5]

Kromě kněží stojících v čele farnosti, působili ve farnosti v průběhu její historie i jiní kněží. Většinou pracovali jako farní vikáři, kaplani, katecheté, výpomocní duchovní aj.

## Vydání majetku církvím
V rámci zákona č. 428/2012 Sb. o vydání církevního zemědělského majetku v k. ú. Horní Libchava si u pobočky Státního pozemkového úřadu (SPÚ) v České Lípě přihlásily: Maltézský řád – České Velkopřevorství a Římskokatolická farnost Horní Libchava. České Velkopřevorství dokládalo vlastnictví knihovní vložkou č. 62, kde byl posledním majitelem Maltézský řád. Římskokatolická farnost předložila výměr o výkupu majetku farního úřadu Římskokatolického. Státní pozemkový úřad rozhodl v neprospěch obou oprávněných osob.
Vzhledem k rozporuplnosti a nevěrohodnosti námi dohledaných podkladů nebyla dohoda uzavřena ani s jednou z oprávněných osob, které majetek požadovali. Pokusili jsme se dohledat i protokol z 5.12.1874, na základě kterého byl zápis v knihovní vložce proveden, ale ten se bohužel ve Státním oblastním archívu Litoměřice, na Pobočce v České Lípě nedohledal. Objevili jsme tam jiný zápis a to z roku 1868, kde byla zapsána jako vlastník požadovaných pozemků Obec Horní Libchava a také mapy z roku 1856 a 1905, kde byly vyznačeny farní pozemky.
Informace k vydání majetku církvím dle zákona č. 428/2012 Sb.

## Území farnosti
- Horní Libchava
- Manušice

## Římskokatolické sakrální stavby na území farnosti
| | Fotografie | Stavba                     | Místo          | Bohoslužby                      | Zeměpisné souřadnice             | Status       | Číslo kulturní památky           |
| Kostel | Kostel     | Kostel                     | Kostel         | Kostel                          | Kostel                           | Kostel       | Kostel                           |
| --- | ---------- | -------------------------- | -------------- | ------------------------------- | -------------------------------- | ------------ | -------------------------------- |
| 1. |            | Kostel sv. Jakuba Staršího | Horní Libchava | bližší informace o bohoslužbách | 50°42′47″ s. š., 14°29′37″ v. d. | farní kostel | 35274/5-2971 (Pk•MIS•Sez•Obr•WD) |
| Kaple |            |                            |                |                                 |                                  |              |                                  |
| 2. |            | Kaple Nanebevstoupení Páně | Manušice       | bližší informace o bohoslužbách | 50°43′2″ s. š., 14°30′36″ v. d.  | kaple        | —                                |
| Některé drobné sakrální stavby a pamětihodnosti lze dohledat zde v databázi Drobné sakrální památky Zaniklé sakrální stavby lze dohledat zde v databázi Poškozené a zničené kostely, kaple a synagogy v České republice |            |                            |                |                                 |                                  |              |                                  |

Ve farnosti se mohou nacházet i další drobné sakrální stavby, místa římskokatolického kultu a pamětihodnosti, které neobsahuje tato tabulka.

## Příslušnost k farnímu obvodu
Z důvodu efektivity duchovní správy byl vytvořen farní obvod (kolatura) farnosti – děkanství Česká Lípa – in urbe, jehož součástí je i farnost Horní Libchava, která je tak spravována excurrendo. Přehled těchto kolatur je v tabulce farních obvodů českolipského vikariátu.